# Germann
Germann ist ein männlicher Vorname und Familienname.

## Herkunft und Bedeutung
- Als Herkunftsname bezeichnet Germann eine vom Geren stammende Personen.[2] Der häufig vorkommende Ortsname Geren bezeichnet ein schwach geneigtes Landstück.[3] Der Wortstamm Ger ist heute noch gebräuchlich in der Bezeichnung Gehrung.[2]
- Als patronymischer Name stammt Germann von Germanus oder German.[4]

In der Schweiz war der Name vor 1800 verbreitet im Fürstenland, im Thurgau, in der Stadt St. Gallen, im Toggenburg, in Merishausen SH, in Volketswil ZH und im Berner Oberland.

### Germann im Toggenburg
Im Toggenburg waren die Germann, deren Ursprung im Raum Lütisburg-Bazenheid-Jonschwil liegt, eine einflussreiche Familie. Die ersten zwei urkundlich nachweisbaren Vertreter standen bereits im Dienst der Fürstabtei St. Gallen: Johannes, genannt Kö(u)ffi (Beiname des von ihm begründeten Zweigs), war Obervogt auf Lütisburg (1487), Ulrich amtierte als Obervogt im Schwarzenbach (1503). Möglicherweise hatten sie oder ihre Vorfahren sich vorher in bescheideneren Ämtern bewährt und wurden von Fürstabt Ulrich Rösch von St. Gallen für den Aufbau der Verwaltung in diesen Gebieten herangezogen.
Im Dienste der Fürstabtei St. Gallen entwickelten sich die Germann zu einer Beamtendynastie, die stets katholisch blieb. Sie stellten unter anderem mit Hans Germann einen toggenburgischen Landvogt, Obervögte, Räte, Richter und Ammänner, außerdem – mit Johannes’ Sohn Kilian Germann – einen Abt. Im 16. und 17. Jahrhundert war das untere Toggenburg, unter anderem die Obervogtei Lütisburg, ständiger Wirkungsbereich der Germann. Große politische Bedeutung erlangten die von Gallus (1684) und Josef Germann gegründeten Lichtensteiger Linien: 1641 bis 1724 besetzten ihre Mitglieder Spitzenpositionen in der toggenburgischen Regierung, im 18. Jahrhundert waren sie Obervögte auf Iberg, Oberberg und im Schwarzenbach. Daneben findet man unter den Germann auch Geistliche, Klosterfrauen und Offiziere in fremden Diensten. Die meisten Mitglieder der Familien blieben jedoch bis zum Ende des 19. Jahrhunderts Bauern.
Den Übergang vom Ancien Régime ins 19. Jahrhundert schafften die Germann trotz ihrer eher konservativen Haltung mühelos (Pankraz Germann). Die Tätigkeit in öffentlichen Ämtern verlagerte sich wieder mehr zu den bäuerlichen Zweigen von Lütisburg und Jonschwil: Die Germann stellten hier Bezirksamtmänner, Gemeinderäte, Gemeindepräsidenten und Großräte.
Der oben erwähnte Landschreiber Gallus richtete 1683 eine Stiftung ein, die männlichen Familienmitgliedern Stipendien bezahlte. 1990 verdoppelte die Familie das Stiftungskapital und änderte den Stiftungszweck, sodass auch Frauen in den Genuss von Stipendien kommen. Seit 1746 finden regelmäßig Familientreffen statt.

## Schreibvarianten
Schreibvarianten des Familiennamens sind Gehrmann, German, Germanus, Germanni oder Geremann.
Varianten des Vornamens sind German und Germanus.

## Namensträger

### Familienname
- Adolf Germann (1857–1924), Schweizer Politiker (FDP)
- Basil Germann († 1826), Schweizer Dieb, siehe Grosser Gauner- und Kellerhandel
- Basilius Germann (Franz Rudolf Germann; 1727–1794), Schweizer Benediktiner
- Charlotte Germann-Jahn (1921–1988), Schweizer Bildhauerin
- Christian Germann (1949–2023), deutscher Diplomat und Botschafter
- Edmund Germann (1901–1942), deutscher Widerstandskämpfer in der NS-Zeit (Leis-Breitinger-Gruppe)
- Ferdinand Maximilian Germann (1823–1881), deutscher evangelisch-lutherischer Pfarrer und Autor
- Frank Germann (* 1967), deutscher Fußballspieler
- Friedrich Germann (1820–1878), deutscher Mediziner und Hochschullehrer
- Georg Germann (1935–2016), Schweizer Architekturhistoriker
- Gottfried Albrecht Germann (1773–1809), deutscher Botaniker
- Greg Germann (* 1958), US-amerikanischer Filmschauspieler
- Günter Germann (* 1952), deutscher Mediziner, Facharzt für Plastische Chirurgie und Ästhetische Chirurgie
- Hannes Germann (* 1956), schweizerischer Politiker (SVP)
- Hans Germann (Batzenhammer; vor 1500–um 1550), Söldnerführer und von 1532 bis 1540 Landvogt im Toggenburg
- Johanna Germann (1896–1973), deutsche Schriftstellerin, Lehrerin und Anthroposophin
- Josef Germann (1658–1724), Landweibel im Toggenburg, und opponierte im Toggenburgkrieg gegen Fürstabtei St. Gallen
- Karl Germann (1877–1958), deutscher Gewerkschafter, Regierungsrat, MdL (CVP)
- Karl-Adolf Germann (* 1916), deutscher Verwaltungsjurist
- Kaspar Germann (1914–1985), deutscher Schriftsteller in der DDR
- Kay Germann (* 1966), deutscher Handballspieler und -trainer
- Kilian Germann (1485–1530), Fürstabt von St. Gallen
- Klaus Germann (Geologe) (1938–2020), deutscher Geologe und Lagerstättenkundler
- Klaus Germann (Kirchenmusiker) (1941–1983), deutscher Kirchenmusiker
- Martin Germann (* 1942), Schweizer Bibliothekar und Sachbuchautor
- Michael Germann (* 1967), deutscher Jurist und Hochschullehrer
- Monika Germann (* 1954), Schweizer Skilangläuferin
- Nadine Germann (* 1980), deutsche Schauspielerin
- Oscar Adolf Germann (1889–1979), Schweizer Jurist und Offizier
- Otto Germann (1885–1967), deutscher Geograph, Geologe und Lehrer
- Pankraz Germann (1764–1828), Kammersekretär des St. Galler Fürstabts, St. Galler Regierungsrat
- Pascal Germann (* 1975), Schweizer Historiker
- Paul Germann (1884–1966), deutscher Kunsthistoriker und Anthropologe
- Pierre Germann (* 1985), französischer Fußballspieler
- Rainer Germann (* 1964), deutscher Bassist, Musikproduzent, Autor und Redakteur
- Silvio Germann (* 1989), Schweizer Koch
- Stefanie Germann (* 1975), deutsche Journalistin
- Theodor Germann (1879–1935), lettischer Schachspieler
- Willy Germann (* 1947), Schweizer Pädagoge und Politiker (CVP)